# جيل ميتشيل
جيل ميتشيل (بالإنجليزية: Gill Mitchell)‏ هي لاعبة بولينغ بريطانية، ولدت في 23 مايو 1949.

## روابط خارجية
- جيل ميتشيل على موقع اتحاد ألعاب الكومنولث (مؤرشف) (الإنجليزية)